# Chapelle Saint-Yves de Rennes
Pour les articles homonymes, voir Chapelle Saint-Yves.
La chapelle Saint-Yves est une chapelle anciennement vouée au culte catholique romain et située dans la commune Française de Rennes en Ille-et-Vilaine, à l'angle de la rue Saint-Yves et de la rue Le Bouteiller. Elle abrite actuellement le centre d'interprétation de l'architecture et du patrimoine de Rennes Métropole.

## Histoire

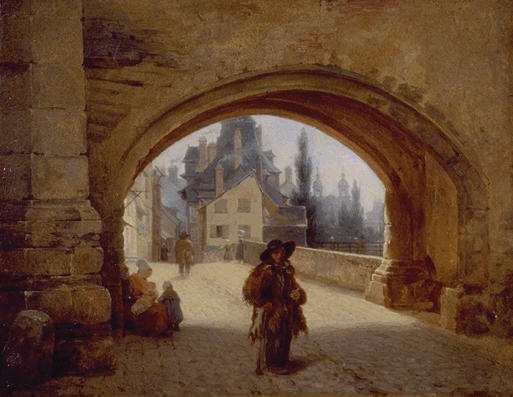
Vue de l’arcade de l’ancien hôpital Saint-Yves à Rennes, Jean-Jacques Monanteuil, Musée des beaux-arts de Rennes

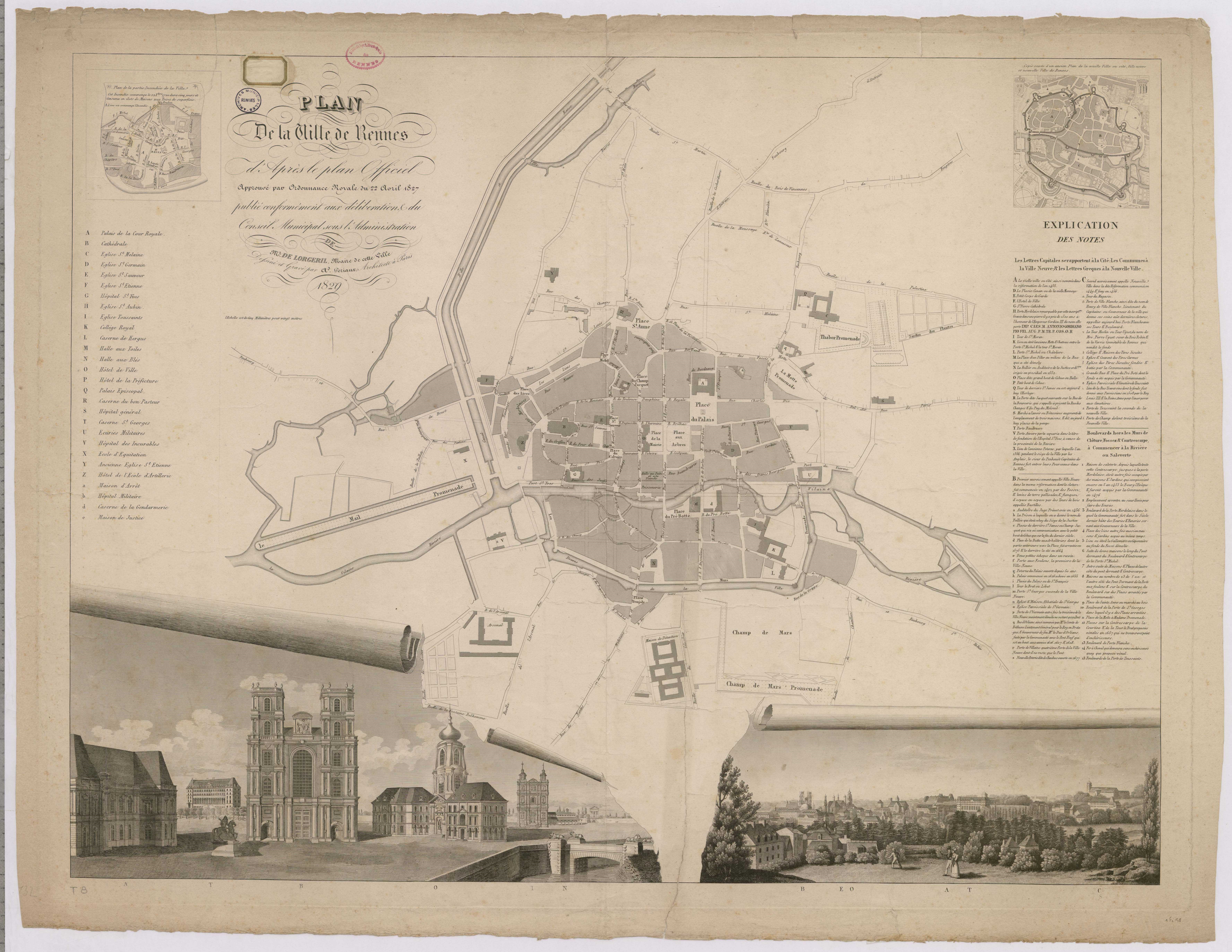
L'hôpital Saint-Yves sur le plan Periaux de 1829 est à l'emplacement G.

L'histoire de la chapelle Saint-Yves est intimement liée au développement de l'activité hospitalière au sein de la ville de Rennes. Le 8 octobre 1358, le chanoine Eudon Le Bouteiller, prêtre du diocèse de Tréguier, pose l'acte de fondation d'une Maison-Dieu à Rennes, décidant de transformer son manoir et ses dépendances en hospice également dédié à la Vierge. Cet acte charitable s'inscrit dans un contexte de crise, celui de la guerre de Succession de Bretagne, où les sièges n'ont pas épargné la ville, particulièrement celui de 1356-1357, contribuant à répandre la misère et la maladie. 
L'établissement étant situé sur le territoire de la paroisse Saint-Étienne, son curé, partie prenante à l'acte de fondation, en confie la gestion à deux chapelains au choix du prieur de l'abbaye Saint-Melaine ainsi qu'à deux bourgeois. S'accroissant au gré des donations et fondations, l'administration de l'institution finit par échoir à trois prévôts et un prêtre nommés par la Communauté de Ville et le Chapitre cathédral.
Très tôt placé sous l'invocation de saint Yves, fraîchement canonisé en 1347 et par ailleurs ancien official de l'évêché trégorois, l'hôpital ne tarde pas à être reconstruit, à commencer par la chapelle, entreprise en 1494 à l'emplacement de l'ancien oratoire du manoir.
Aujourd'hui, celle-ci constitue l'unique témoignage d'un établissement hospitalier qui devait perdurer en ces lieux jusqu'à son transfert en 1858 dans l'actuel Hôtel-Dieu, rue de la Cochardière.
Les religieuses Augustines de la Miséricorde de Dieppe s'installent à l'Hôtel-Dieu Saint-Yves le 27 juin 1644. Elles assureront le service des malades jusqu'à la Révolution française avant que de revenir, en 1804 et participer au déménagement de l'Hôtel-Dieu, ne cessant leur activité qu'en 1896.
Agrandi au XVIIe siècle et XVIIIe siècle, l'hôpital, situé au bord de la Vilaine, connaîtra la destruction progressive de ses bâtiments classiques, au gré de la canalisation du fleuve et de la construction d'immeubles modernes et d'hôtels particuliers le long du quai Duguay-Trouin,. 
La chapelle, à la fois conventuelle et hospitalière, abritera de 1754 à 1790 le Chapitre cathédral après que Louis-Guy Guérapin de Vauréal ait jeté le 25 février 1754 l'interdit sur l'antique cathédrale Saint-Pierre, édifice gothique dangereux et suranné, la proximité du quartier canonial expliquant cette nouvelle affectation.
Transformée en quincaillerie après le déménagement de l'Hôtel-Dieu, elle est classée au titre des monuments historiques le 10 mars 1945. La chapelle est finalement rachetée par la ville en 1981 pour être restaurée, puis réaménagée afin d'abriter l'office de tourisme de Rennes Métropole jusqu'en 2019. En 1997, des vitraux créés par Gérard Lardeur sont posés.

## Architecture
La façade principale, du côté de la rue Le-Bouteiller, comprend une porte d'entrée à arc surbaissé, surmontée de trois niches à présent vides. Côté rue Saint-Yves, la façade présente quatre fenêtres dont une très grande, et une porte basse également surmontée de niches.
La chapelle à proprement parler est composée d'une nef rectangulaire, dotée à l’intérieur d'une voûte et de sablières gravées du XVe siècle. L'inventaire de 1793 atteste l'existence d'un retable de 1673, réalisé par François Gillet, tout comme un buffet d'orgue, démoli le dimanche 9 novembre 1800 (18 brumaire an IX). 
Par suite de l'installation de l'office de tourisme, les bâtiments englobant la chapelle ont été transformés en bureaux et en espace d'accueil. La nef de la chapelle est aménagée avec un parcours éducatif sur l'histoire de Rennes et son architecture.